# Антонова, Маргарита
Маргарита Антонова (в замужестве Норкина; 1920 год — ≈ 1953) — советская конькобежка. Чемпионка РСФСР, чемпионка ВЦСПС Мастер спорта СССР. Выступала за спортивный клуб «Торпедо» Горький.

## Биография
Маргарита Антонова родилась в Горьком. Заниматься конькобежным спортом начала в возрасте 14 лет, в 1934 году. В 40-х годах она работала инженером-строителем на горьковском автозаводе им. Молотова и была активной общественницей. Впервые на чемпионате СССР участвовала в 1946 году, защищая цвета Горького, и заняла 6-е место в общем зачёте, при этом стала третьей в забеге на 3000 метров. Через год поднялась на 7-е место в многоборье.
В 1948 году Маргарита выиграла зимнюю Спартакиаду СССР и два года подряд в 48-м и 49-м занимала 5-е общее место на первенстве страны. В феврале 1949 году она выиграла чемпионат ВЦСПС и впервые поехала в Норвегию на чемпионат мира в классическом многоборье, где заняла 10-е место в сумме многоборья. Ещё через год на домашнем чемпионате мира в Москве смогла занять высокое 4-е место, выиграв малую бронзовую медаль в забеге на 5000 метров. В 1950 году она вышла замуж и выступала под фамилией Норкина. В 1953 году завершила карьеру спортсменки.